# فیشر، قلمرو پایتختی استرالیا
فیشر (به انگلیسی: Fisher) یک حومه شهر در استرالیا است که در قلمرو پایتختی استرالیا واقع شده‌است.